# Eric Allin Cornell
Eric Allin Cornell (* 19. prosince 1961 Palo Alto) je americký fyzik, který v roce 1995 společně s Carlem Wiemanem vyrobil první Boseho-Einsteinův kondenzát. Za to v roce 2001 získali ještě s Wolfgangem Ketterlem Nobelovu cenu za fyziku.

## Život
Narodil se v Palo Altu v Kalifornii a absolvoval Cambridge Rindge and Latin School (1976–1979) a Lowell High School v San Franciscu (1979–1980). V roce 1985 získal titul B.S. (Bachelor of Science – bakalář věd) na Stanfordově univerzitě a na MIT v roce 1990 doktor fyziky. V současnosti je profesorem na University of Colorado a fyzikem Národního institutu standardů a technologie při ministerstvu obchodu Spojených států amerických. v roce 1998 získal Lorentzovu medaili a je členem Národní akademie věd USA.
V říjnu 2004 mu musela být amputována ruka s ramenem, aby se zabránilo šířeni nekrotizující fasciitidy. V půlce prosince byl propuštěn z nemocnice a v dubnu 2005 se vrátil do práce na částečný úvazek.